# Deutsche Botschaft Maputo
Die Deutsche Botschaft Maputo ist die offizielle diplomatische Vertretung Deutschlands in der Republik Mosambik.

## Geschichte
Nach der Unabhängigkeit Mosambiks von der Kolonialmacht Portugal im Jahr 1975 nahmen beide deutsche Staaten diplomatische Beziehungen mit der ehemaligen Kolonie auf. Die Bundesrepublik Deutschland eröffnete am 13. Juli 1976 ihre Botschaft in Maputo.
Die DDR richtete eine Botschaft im Stadtteil Polana in der Avenida Francisco Orlando Magumbwe 976 ein. Mit Beitritt der DDR zur Bundesrepublik Deutschland im Jahr 1990 wurde die Botschaft der DDR geschlossen. In das Gebäude zog das Landesbüro der Gesellschaft für technische Zusammenarbeit (gtz) ein; es ist heute Sitz der Gesellschaft für internationale Zusammenarbeit (giz). Am 13. Juli 2004 drangen kurzzeitig 40 Madgermanes (ehemalige Gastarbeiter in der DDR) in den Warteraum des Konsularbereichs der Botschaft ein, um ihrer Forderung nach Zahlung angeblich noch ausstehender Löhne Nachdruck zu verleihen. Die Aktion wurde am 16. Juli unblutig beendet.

## Lage und Gebäude

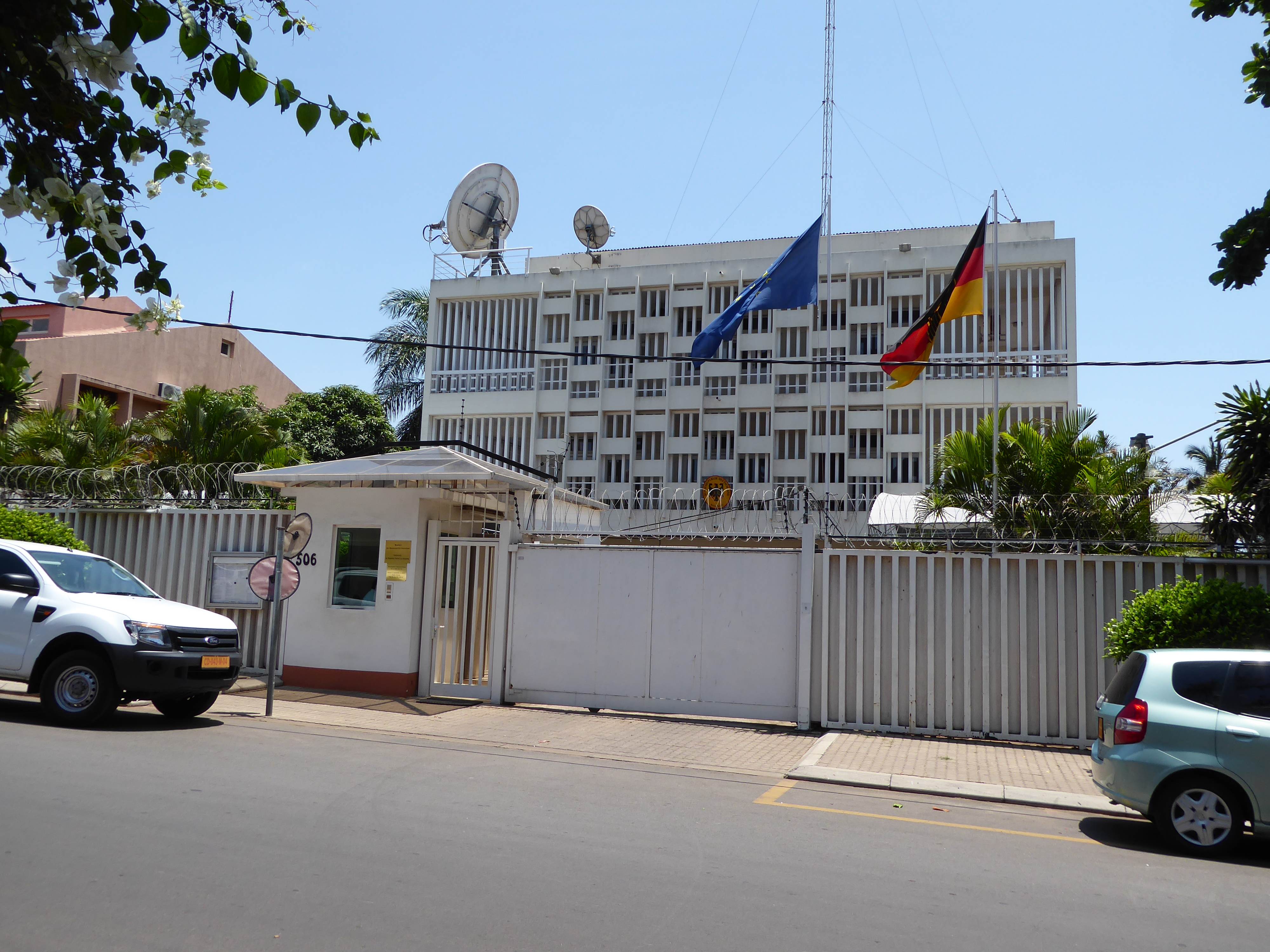
Gebäude der deutschen Botschaft in der Rua Damião de Góis 506

Die Straßenanschrift der Botschaft lautet: 506, Rua Damião de Góis, im Diplomatenviertel Sommerschield. Die Botschaften von Italien und von Algerien liegen in direkter Nachbarschaft.
Die Rua Damião de Góis ist eine kleinere Parallelstraße der Avenida Kenneth Kaunda und knickt kurz vor der querverlaufenden Avenida Julius Nyerere ab, ohne auf diese zu stoßen.
Das Bundesamt für Bauwesen und Raumordnung plante, beginnend im Jahr 2019, eine Sanierung und teilweisen Umbau des zweigeschossigen Kanzleigebäudes. Es besteht die Absicht, zu einer gemeinsamen Unterbringung mit der Botschaft Frankreichs zu kommen.

## Aufgaben und Organisation
Die Botschaft Maputo hat den Auftrag, die bilateralen Beziehungen zum Gastland Mosambik zu pflegen, die deutschen Interessen gegenüber der mosambikanischen Regierung zu vertreten und die Bundesregierung über Entwicklungen im Gastland zu unterrichten. In der Botschaft werden die Sachgebiete Politik, Wirtschaft, Kultur und Bildung bearbeitet. Mosambik ist eines der Schwerpunktländer der deutschen Entwicklungszusammenarbeit; die entsprechende Arbeitseinheit der Botschaft betreut vorrangig Projekte in den Bereichen Bildung, Dezentralisierung und nachhaltige Wirtschaftsentwicklung in den Provinzen Manica, Sofala und Inhambane. Die Bundesregierung unterstützt den mosambikanischen Staat jährlich mit etwa 60 Millionen Euro.
Für deutsche Staatsangehörige in Mosambik werden alle konsularischen Dienstleistungen angeboten. Die Botschaft stellt Visa für mosambikanische Staatsangehörige aus. Es besteht ein telefonischer Bereitschaftsdienst für konsularische Notfälle täglich bis 24.00 Uhr.